# Centrum (Chorzów)
Centrum (pot. Chorzów Miasto, do 1991 roku Chorzów I) – dzielnica Chorzowa obejmująca jego śródmieście. W jej skład wchodzi przede wszystkim południowa część dawnego miasta Królewska Huta z Klimzowcem oraz dawna gmina Nowe Hajduki, która przed przyłączeniem Wielkich Hajduk do Chorzowa nosiła oficjalną nazwę Chorzów IV.

## Wybrane ulice w Centrum
- ulica Henryka Dąbrowskiego
- ulica Powstańców
- ulica Wolności